# Katy Industries
Katy Industries, Inc. (OTCBB:KATY) — головная холдинговая компания группы предприятий, деятельность которых разделена на две группы: товары для дома и электротовары. Основной бизнес первоначальной группы состоит в производстве и распространении коммерческих товаров для уборки. Она также продаёт заказчикам товары для ухода за автомобилями и домом. Бизнес остальных предприятий группы заключается в проектировании и распространении потребительских электрических шнуров.
Компания организована в 1967 году в форме корпорации по делаверскому корпоративному праву (англ.), хотя некоторые из вошедших в холдинг компаний на уже имели 80-летнюю историю. Название было взято от одной из них — железнодорожной компании Missouri–Kansas–Texas Railroad (англ.), в обиходе «K-T» («ка-ти»), регионального перевозчика, проданного в 1988 году компании Union Pacific Corporation (англ.)
Изначально председателем совета директоров был Уоллес И. Кэрролл, а Уоллес И. Кэрролл-младший и Дэниел Б. Кэррол являются членами совета директоров, по состоянию на 2006 год.
В 2017 году Katy Industries обанкротилась. В том же году выкуплена Highview Capital LLC и Victory Park Capital Advisors LLC, и переименована в American Plastics. Затем было проведено слияние с компаниями Plastic Concepts и Centrex Plastics, и в 2022 году объединённая компания продана неназванному покупателю.